# Pressdruck
Der Begriff Pressdruck bezeichnet den bei der Herstellung von Tabletten oder bei der Formgebung durch Sintern angewendeten Druck in einem Presswerkzeug.
Dabei werden beispielsweise  pulver- oder granulatförmige Teilchen  in eine feste (Arznei-)Form gepresst. Dies geschieht in so genannten Tablettenpressen. Über den Druck kann auch die Tablettenhärte variiert werden. Analog dazu können aber auch Proben für die chemische Analytik hergestellt werden, beispielsweise bei Anfertigung von Mikropresslingen aus Kaliumbromid, in denen die zu untersuchende Substanz eingebettet wird, siehe Infrarotspektroskopie. Typische Pressdrücke liegen hier im Bereich von 75 kN/cm2.